# قوى الكتائب النظامية
قوى الكتائب النظامية - KRF أو RF كانت الجناح العسكري لحزب الكتائب اليميني المسيحي اللبناني، والمعروف باسم «الكتائب»، وذلك خلال الفترة 1961 إلى 197، وكانت ميليشيا الكتائب حليفة القوات اللبنانية وقاتلت في السنوات الأولى من الحرب الأهلية اللبنانية.

## الأصول
كانت ميليشيا حزب الكتائب القوة شبه العسكرية الأقدم والأكبر والأفضل تنظيماً في لبنان، حيث تأسست في عام 1937 باسم «منظمة المقاتلين» وكان مؤسسها رئيس الحزب بيار الجميل وويليام حاوي، حيث قاد الحزب والمليشيا خلال الحرب الأهلية عام 1958، وشاركت القوات في قتال مع القوات الموالية للحكومة لدعم الرئيس كميل شمعون،  دافعت الكتائب عن مقاطعة المتن، المعقل التقليدي للكتائب الفالنجية المتمركزة في مدينة بكفيا المقعد الإقطاعي لعائلة الجميل.
حلت الكتائب في يناير 1961 بأمر من المكتب السياسي لحزب الكتائب، وأنشأ ويليام حاوي قوات الكتائب التنظيمية بدلاً منها، وفي عام 1970 أنشأ المكتب السياسي «المجلس الحربي» لتنسيق أنشطة القوات شبه العسكرية في الكتائب وعين وليم حاوي رئيساً لها.

## الهيكل والتنظيم العسكري
بحلول أبريل 1975 تمكنت قوات الكتائب التنظيمية من حشد 5000 من أفراد الميليشيات، بما في ذلك 2000 مقاتل بدوام كامل يرتدون الزي الرسمي ويدعمهم حوالي 3000 غير منتظم، مسلحين بأسلحة نارية عتيقة. وتقدر مصادر أخرى مجموع المقاتلين بحوالي 8000 مقاتل،  يتم تنظيمهم في أقسام محلية، حيث يكون كل قسم مسؤولاً عن التعامل مع جميع العمليات العسكرية الدفاعية أو الهجومية في مناطقهم الأصلية.

## قائمة قادة قوى الكتائب النظامية
- وليم حاوي (1961-1976)
- بشير الجميل (1976-1980)

### قادة قوى الكتائب النظامية الصغار
- أمين الجميل
- أنطوان بريدي
- بطرس خواند
- إيلي حبيقة
- إيلي زيك
- فادي فريم
- فؤاد أبو نادر
- جوسلين خويري
- جوزيف إلياس
- جوزيف سعادة
- مسعود الأشقر «بوسي» الأشقر)
- ريمون عصيان
- سامي خويري
- سمير جعجع

### أفراد آخرين
- ريتشارد ميليت [5]

## التنظيم الإداري والأنشطة غير القانونية
كانت الكتائب هي أول فصيل لبناني يقوم بتشكيل كانتون خاص به في أواخر عام 1976، وقد تم تسميته بشكل مختلف باسم كانتون بيروت الشرقية على مساحة 2000 كيلو متر مربع، وكان الكانتون يضم منطقة المتن، ومعظم منطقة كسروان (بما في ذلك بشاري)، إلى جانب بيروت الشرقية، والمناطق الساحلية في جونيه وأمشيت وجبيل وأجزاء من البترون.
كان يخدم الكانتون أيضاً مهبط طائرات سري، هو مطار بيير الجميل الدولي، الذي افتتح في عام 1976 في حامات في شمال البترون،  وكان له محطة إذاعية خاصة به وهي «صوت لبنان» التي تم إنشاؤها في نفس العام.

## المشاركة في الحرب الأهلية 1975-76
خلال الفترة من 1975 إلى 1976 من الحرب الأهلية اللبنانية، سمحت مهارات الكتائب الخاصة بالتعبئة والتنظيم بأن تصبح القوة القتالية الأساسية والأكثر خوفًا في معسكر المحافظين المسيحيين. وشاركت بشدة في معارك ضد الميليشيات اليسارية التابعة للحركة الوطنية اللبنانية في بيروت وأماكن أخرى، وعانت من خسائر كبيرة،  لا سيما في معركة الفنادق في أكتوبر 1975  حيث قاتلت ضد المرابطون والحركة الإصلاحية الناصرية (NCM)، ثم شاركت في «هجوم الربيع» ضد جبل لبنان في مارس 1976.
في يناير 1976، انضمت الكتائب إلى الأحزاب المسيحية الرئيسية - الحزب الوطني الليبرالي (NLP)، حزب التجديد اللبناني (LRP)، لواء المردة، التنظيم، الرابطة المارونية وغيرها - في ائتلاف فضفاض، حيث صممت الجبهة اللبنانية للعمل باعتبارها موازنة سياسية للتحالف الذي تقطنه أغلبية مسلمة.

## القوة 75
كانت القوة 75، التي سميت أيضًا الكتيبة 75 أو اللواء 75، هي الميليشيا الشخصية لأمين الجميل، الأخ الأكبر لبشير الجميل. ومن الناحية الفنية هي وحدة إقليمية تابعة لقوات كتائب التنظيمية، تعمل في منطقة شمال قضاء المتن، التي تعتبر مقرها في المقام الأول، وقد شاركت في المرحلة الأخيرة من معركة تل الزعتر في يوليو-أغسطس 1976.
نشأت القوة في الفترة 1975-1976 بمساعدة مادية من الجيش اللبناني ودربها العقيد آنذاك إبراهيم طنوس،  وتم تمويلها من قبل شبكة صغيرة من شركات الأعمال الخاصة التي تضمنت جامعة ولاية أريزونا، وتعرف بالعامية باسم «وحدة أمين الخاصة»، والتي برعت في استخراج الإيرادات من التجار المحليين في شكل خدمات مدفوعة وضرائب الحماية.

## روابط خارجية
- موقع حزب الكتائب اللبناني الرسمي
- الكتائب اللبنانية - الكتائب
- موقع فرقة بشير الجميل
- موقع مجلة ستيل ماسترز
- موقع كتب Blue-Steel الرسمي
- الأزرق الصلب كتب الإنترنت بلوق
- موقع إليجروب لبنان
- http://hk-elie-hobeika.blogspot.com/2009/01/lebanese-war-and-its-very-complex-and.html/ أسرار الحرب الأهلية اللبنانية - متحيزة قليلاً، لكن تحتوي على معلومات مفيدة حول عمليات مليشيا الكتائب.
- http://www.tanbourit.com/lebanon_war.htm/ حساب الحرب الأهلية اللبنانية، كما هو مذكور أعلاه.
- Histoire militaire de l'armée libanaise de 1975 à 1990 (باللغة الفرنسية)
- تقرير وكالة المخابرات المركزية عن حزب الكتائب اللبناني، 15 مايو 1981